# Pânico homossexual
“Pânico homossexual” é um termo cunhado pelo psiquiatra americano Edward J. Kempf em 1920 para uma condição de “pânico devido à pressão de desejos sexuais perversos incontroláveis”. Kempf classificou essa condição como um transtorno dissociativo pernicioso agudo, o que significa que envolvia uma interrupção nas funções típicas de percepção e memória de um indivíduo. Em homenagem ao psiquiatra, a condição passou a ser conhecida também como "doença de Kempf". Embora a homossexualidade em si tenha sido removida do DSM da APA em 1973, alguma forma de pânico homossexual foi mantida no manual até o lançamento do DSM-V em 2013.

## Sinais e sintomas
Em seus estudos de caso, Kempf registrou uma variedade de sintomas apresentados por seus pacientes. Os sintomas psicóticos incluíam alucinações e delírios, especialmente os de perseguição. Kempf cita o Caso PD-14, que insistiu que ele havia sido incriminado por seu comportamento e acusou seus companheiros de conspirar para machucá-lo ou matá-lo. Sintomas somáticos também eram comuns, incluindo tonturas, náuseas e vômitos. Em 1959, o autor Burton Glick documentou sintomas relacionados ao humor, como autopunição, ideação suicida, isolamento social e sentimentos de desamparo. Glick observou que os pacientes pareciam passivos e demonstravam uma "incapacidade de serem agressivos". Em última análise, os pacientes tornaram-se “incapazes de funcionar de todo”. Tanto Glick como Kempf enfatizam a ausência de agressividade dos seus pacientes em relação a indivíduos homossexuais. Num estudo realizado com homens em idade universitária, Henry Harper Hall descobriu que os homens que apresentavam sintomas de pânico homossexual nunca agiam de forma agressiva em relação a indivíduos homossexuais; em vez disso, culpavam-se a si próprios pelos seus próprios desejos. Kempf observou que a diferença entre os pacientes que se saíram bem após o diagnóstico e aqueles que não se saíram bem foi a "transferência" bem-sucedida desses desejos homossexuais pelo paciente. Se um paciente fosse capaz de transferir esses impulsos para outro alvo socialmente mais apropriado, o paciente começaria a se sentir menos inferior e, assim, se recuperaria.

## Causa
Passar muito tempo com pessoas do mesmo sexo em um ambiente confinado ou limitado foi citado por Kempf como uma possível razão para o início da doença. Os ambientes onde isso pode ocorrer incluem, mas não estão limitados a, acampamentos militares, navios, mosteiros, escolas, asilos e prisões. Kempf afirmou que indivíduos nesses ambientes que passaram recentemente ou estavam passando por estresse (devido à fadiga, doença, perda de um interesse amoroso, etc.) eram mais propensos a ter egos fracos. De acordo com a teoria freudiana da psicanálise, o ego é a parte da mente de um indivíduo que medeia entre o inconsciente primitivo e a realidade. Nessa posição, os indivíduos afetados se tornariam “excêntricos e irritáveis”, tendendo a se sentir inferiores e fracos entre seus companheiros.
É importante notar que o início desta condição não foi atribuído a avanços homossexuais indesejados. Em vez disso, Kempf afirmou que era causado pelos próprios “desejos homossexuais despertados” do indivíduo. Os sentimentos homossexuais do indivíduo como causa de seus sintomas foram o que diferenciou esse diagnóstico de qualquer outro transtorno relacionado ao estresse.

## Diagnóstico

### Diagnóstico diferencial
O transtorno do pânico homossexual é um diagnóstico diferente do transtorno do pânico agressivo agudo. Glick observa que a diferença é explicada por diferentes impulsos instintivos que motivam cada transtorno. Pacientes cuja motivação primária é sexual estão sofrendo de pânico homossexual, enquanto pacientes cuja motivação é principalmente a agressão estão sofrendo de transtorno de pânico de agressão aguda. Como afirmado acima, tanto Glick quanto Kempf observaram em seus relatos de pacientes que aqueles com transtorno de pânico homossexual não eram agressivos com os outros. Também em concordância com isso, o estudo de Hart concluiu que os indivíduos com pânico homossexual que escolheram satisfazer os impulsos homossexuais experimentaram alívio dos seus sintomas.

## História
Kempf identificou a condição após completar 19 estudos de caso durante e após a Primeira Guerra Mundial no Hospital St. Elizabeths, uma instituição mental governamental em Washington, DC Os estudos de caso duraram meses em alguns casos e consistiram em extensas entrevistas não estruturadas com pacientes. Kempf, ao longo de várias sessões, investigaria a história pessoal do paciente e os eventos que levaram à hospitalização, a fim de diagnosticá-lo com pânico homossexual. Entre os casos descritos por Kempf está o de um “médico ... que mais tarde se tornou um brilhante filólogo”,:506 nasceu no Ceilão em 1834, filho de pais missionários, e formou-se na Faculdade de Medicina de Yale antes de servir como cirurgião do exército:450–451 —uma aparente referência a William Chester Minor.[carece de fontes?]
O transtorno foi incluído no Apêndice C do DSM-I como um termo suplementar, que são termos que podem ser adicionados a um diagnóstico existente para explicar melhor a condição do paciente. Para que os profissionais de saúde mental apliquem um diagnóstico a um paciente, o diagnóstico deve constar da edição atual do DSM. O transtorno não apareceu em nenhuma edição subsequente do DSM e, portanto, não é considerado uma condição diagnosticável.
Embora a homossexualidade tenha sido removida do DSM em 1973, a manutenção do "distúrbio de orientação sexual" como um transtorno mental levou à proteção legal da discriminação. O New York Times, por exemplo, tornou um exame psicológico um requisito para emprego, exigindo que os candidatos, sob pena de perjúrio, revelassem sua sexualidade. Em um caso, o editor Abe Rosenthal alegou querer contratar um jornalista gay, mas o médico da equipe do jornal entrou em seu escritório dizendo: "você não pode contratar esse homem. Ele é homossexual". Rosenthal respondeu que já sabia, ao que o médico respondeu: "Mas você não sabe que os homossexuais são suscetíveis à raiva homossexual?" Assim, foi por meio da psiquiatria que os homossexuais continuaram a ser proibidos de trabalhar.

## Defesa legal
O pânico homossexual como um transtorno de saúde mental é diferente da defesa do pânico homossexual (DPH) que culpa a vítima (também conhecida como defesa do pânico gay) dentro do sistema legal. Enquanto o transtorno de pânico homossexual foi considerado em algum momento uma condição médica diagnosticável, o HPD implica apenas uma perda temporária de autocontrole. O HPD é usado para reduzir a pena contra o autor de agressão ou assassinato de um indivíduo homossexual. No julgamento dos EUA pelo assassinato de Larry King, o HPD foi usado pelo réu Brandon McInerny, que foi condenado por homicídio culposo voluntário.
Entre 2003 e 2017, tanto a Austrália (exceto a Austrália do Sul) quanto a Nova Zelândia removeram a defesa. Em setembro de 2014, a Califórnia tornou-se o primeiro estado a abolir o HPD nos EUA.

## Atitudes sobre a homossexualidade
A ausência de pânico homossexual no DSM-5 reflete mudanças nas atitudes sociais em relação à homossexualidade. A homossexualidade como transtorno mental foi removida do DSM em 1973, um evento significativo na história LGBT. Em 2013, 60% dos americanos concordaram que a homossexualidade deveria ser aceite pela sociedade: um aumento em relação aos 49% dos americanos em 2007. As mudanças de atitude em relação à homossexualidade foram influenciadas pelos movimentos LGBT nos Estados Unidos.